# 熱血喪男
《殭屍哪有這麼帥》（英語：Warm Bodies）是2013年美国恐怖喜剧爱情片。根据Isaac Marion的小说《體溫》改编，故事讲述了一个叫做“R”的僵尸和一个由他杀死的人类的女友之间的浪漫关系，这段关系引发了连锁反应，不仅改变了他和他的僵尸伙伴，也改变了整个僵尸世界。

## 劇情
劇情描述一場末日浩劫後的未來，神祕的病毒毀滅了文明，受害者喪失過去的記憶，變身為吃活人的殭屍，倖存的人類建立起堅固的高牆堡壘，以防止飢餓的殭屍們，成群結隊闖進來獵食……然而，這種看似傳統活屍片的背景設定，卻因男主角R的出現而顛覆一切！
R是個沒有記憶、心跳的殭屍，卻懷抱著許多夢想，他的內心世界充滿驚奇與渴望。某日R正在獵食人類時，竟然煞到了一位溫暖、燦爛的活生生女孩茱莉，R不但沒吃掉她的腦袋，還決定救她一命，讓她免於遭受R的殭屍同伴吞噬。
對原本形如槁木死灰的R而言，茱莉的出現，簡直是蒼灰陰鬱中一抹奔放豔麗的色彩。於是一段緊張而又異常溫柔的甜蜜關係就此展開。
R悄悄把茱莉帶回他稱為家的地方，即一座滿佈殭屍的機場，並讓她躲在一架廢棄的747波音客機上，裡面有他到處搜集而來的「寶藏」，包括黑膠唱片、雪景水晶球、樂器等。接下來的幾天，他們在這個隱匿處意外地共度了愜意的日子，在不知不覺之中，活潑的茱莉喚起R遺忘已久的人性情感，而她也開始瞭解到他不只是個動作緩慢、眼神呆滯、行屍走肉的殭屍。
茱莉很困惑自己對於R的感情，於是帶著複雜情緒返回人類城市。她父親是無情的殭屍獵人，領導人類大軍捍衛他們僅存的高牆家園。同時，害相思病的R開始產生前所未有的改變，他相信自己與茱莉的相知相惜能夠拯救無論是生是死的人類，不過他出現在她家門口時，很快就掀起活人和殭屍之間的全面性混戰，而這也威脅到這一對奇蹟戀人未來能否在一起的可貴機會。
這種事從沒發生過，不但不合邏輯，也違背了規矩，不但改變了R，也改變他的殭屍同伴，甚至讓死氣沈沈的世界出現了生機。然而，在那陰森腐敗的世界裡，想要完成夢想，他們還需要一場革命……

## 演員
| 演員            | 角色                 |
| 尼古拉斯·霍尔特 | R                    |
| 泰莉莎·柏爾馬   | 茱莉（Julie Grigio） |
| 安娜莉·提普頓   | 諾菈（Nora）         |
| 戴夫·弗蘭科     | Perry Kelvin         |
| 約翰·馬克維奇   | General Grigio       |
| 罗伯·考德瑞     | M                    |
| 帕特里克·萨邦圭 | Hunting Zombie       |
| 科裏·哈德裏克   | Kevin                |
| 托德·芬內爾     | Armed Patrol         |
| 賈斯汀·布拉德利 | Unknown              |

## 制作
在加拿大蒙特利爾取景拍摄。

## 評價
媒体综评59分，烂番茄新鲜度80%，收获大多好评。代表性评价：“整体节奏拿捏得当，导演出色的调度感保证了末世氛围下爱情鲜花的艳丽绽放，外加贯穿始终的轻度幽默与浪漫风情，绝对是春季档中不得不看的佳品”，“绝对可以称之为一部僵尸罗密欧与活人朱丽叶间的爱情赞歌”，“将爆米花式的恐怖元素与小清新爱情杂糅一体，最终并没有显得突兀，反而为两种风格都带来了全新体验”。

## 票房
美国票房收入6640万美元，其他地区票房收入5060万美元，全球累计1.169亿美元。
| 上一届： 《女巫猎人》           | 2013年美國週末票房冠軍 第5周 | 下一届： 《身份窃贼》       |
| 上一届： 《虎膽龍威：擇日開戰》 | 2013年香港週末票房冠軍 第8周 | 下一届： 《傑克：巨魔獵人》 |

## 外部連結
- 官方网站
- 互联网电影数据库（IMDb）上《熱血喪男》的资料（英文）
- Box Office Mojo上《熱血喪男》的資料（英文）
- Metacritic上《熱血喪男》的資料（英文）
- 爛番茄上《熱血喪男》的資料（英文）
- AllMovie上《熱血喪男》的资料（英文）